# Burkard Kunkel

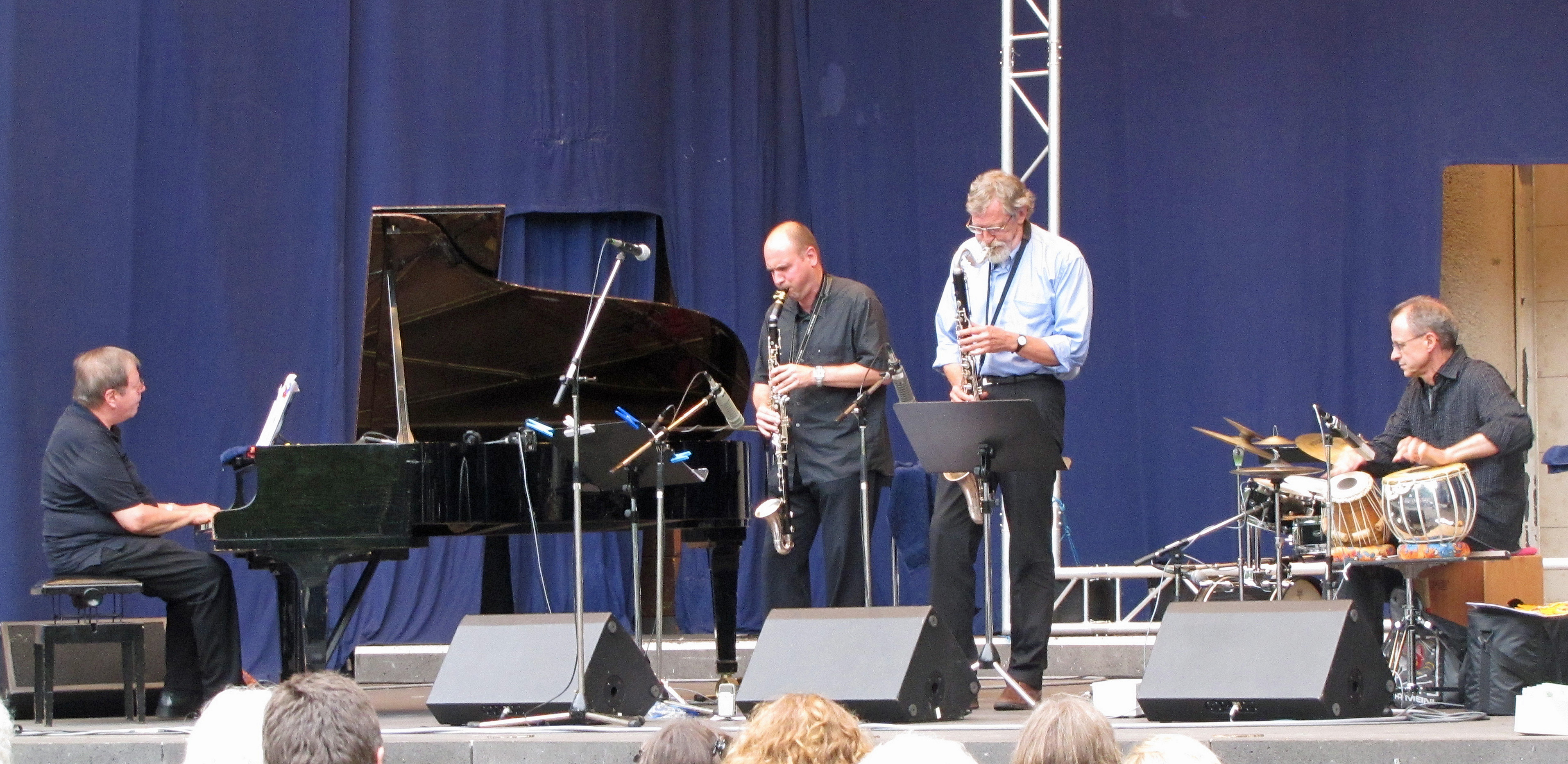
Burkard Kunkel (zweiter von links) mit Zitrone & Zimt bei Jazz im Palmengarten (2010)

Burkard Kunkel (* 17. Juli 1967 in Würzburg) ist ein deutscher Jazz- und Improvisationsmusiker (Bassetthorn, Zither, Bassklarinette, Stimme, Komposition) und Kinder- und Jugendpsychiater.

## Leben und Wirken
Kunkel, der in Heigenbrücken im Spessart aufwuchs, erhielt zunächst Zitherunterricht, bevor er mit zehn Jahren eine umfassende Klavierausbildung erhielt. Daneben sang er in einer Schola. 16-jährig erlernte er Altsaxophon. Bald schrieb er erste Kompositionen für Streichorchester und Saxophon. Nach dem Abitur am Karl-Theodor-von-Dalberg-Gymnasium in Aschaffenburg studierte er zunächst Theologie und Philosophie in Innsbruck. Daneben spielte er in der dortigen Funkband Supershuts. 1988 begann er ein Medizinstudium in Würzburg, das er ab 1991 in Frankfurt am Main fortsetzte. In dieser Zeit widmete er sich auch der Bassklarinette unter dem Einfluss von Bennie Maupin, Eric Dolphy und Michel Pilz und begann u. a. mit Rüdiger Carl und mit Annemarie Roelofs aufzutreten. 1996 erhielt er das Frankfurter Arbeitsstipendium Jazz.
Kunkel lernte während seiner Studienreise nach Finnland die Akkordeonistin Maria Kalaniemi kennen, die ihn dazu inspirierte, die Zither zunächst für die freie Improvisation, ab 2006 dann vermehrt für Balladen einzusetzen; weiter spielte er mit Christopher Dell, Ruth Hommelsheim und Wolfgang Güttler in der Gruppe Magdalena Inc., aber auch mit Heinz Sauer, Tony Lakatos, Alfred Harth, Bertram Ritter, Frank Möbus, Steve Potts, Jürgen Wuchner, Rudi Mahall, Daniel Erdmann, Christoph Korn oder Bülent Ateş. Mit Markus Becker gründete er das Quartett Atlantic Auge (mit John Schröder und Christian Ramond). Weiterhin war er im Duo mit Markus Becker und dann im Trio Vagant mit Peter Fey aktiv. 2004 spielte er, mittlerweile im Hauptberuf Kinder- und Jugendpsychiater, das Album Gulliver mit John Schröder und Oliver Potratz ein. In den folgenden Jahren  trat er vermehrt in verschiedenen Formationen mit Michel Pilz und v. a. Bob Degen auf.

## Diskographische Hinweise
- Atlantic Auge: Schnee in... (Free Flow Music Production 2001)
- Burkard Kunkel / Markus Becker: Duel de rosee (Amphion Records 2001)
- Michel Pilz / Burkard Kunkel / Willi Kappich: Day on Earth (Konnex Records 2007)
- Zitrone & Zimt (Konnex Records 2011, mit Bob Degen, Willi Kappich)[3]
- Burkard Kunkel / Bob Degen Two Geese by the River (Triangolo 2023)[4]
- Monxarella (Bayla 2025)[5]